# Norra Mellby församling
Norra Mellby församling var en församling i Lunds stift och i Hässleholms kommun i Skåne län. Församlingen uppgick 2012 i Sösdala församling.

## Administrativ historik
Församlingen har medeltida ursprung. Före den 1 januari 1886 (ändring enligt beslut den 17 april 1885) var namnet Mellby församling. En del av socknen, Hyllinge, tillhörde före 1889 Luggude härad i Malmöhus län och överfördes då till samma härad och län som övriga socknen.
Församlingen var till 1962 moderförsamling i pastoratet (Norra) Mellby och Tjörnarp. Från 1962 till 2012 var den moderförsamling i Norra Mellby, Häglinge och Brönnestad som till 1973 även omfattade Tjörnarps församling. Församlingen uppgick 2012 i Sösdala församling.

## Kyrkor
- Norra Mellby kyrka